# 囤积障碍
，也称強迫性囤積症、病態性囤積症、棄置恐懼症，是一種強迫行為，過度性地收購或收集物件，即使是不值錢、有危險性或不衛生的物品，不過也有些是屬於可能有用但是閒置的物品。無論如何，強迫性囤積病患者所聚集的物件數量通常會相當龐大，會干擾或損害到患者及身邊的人生活上的流動性和基本活動，或是造成經濟困難。囤積行為如果影響到包括煮食、打掃、洗澡及睡覺等正常活動的話即屬確診患病。

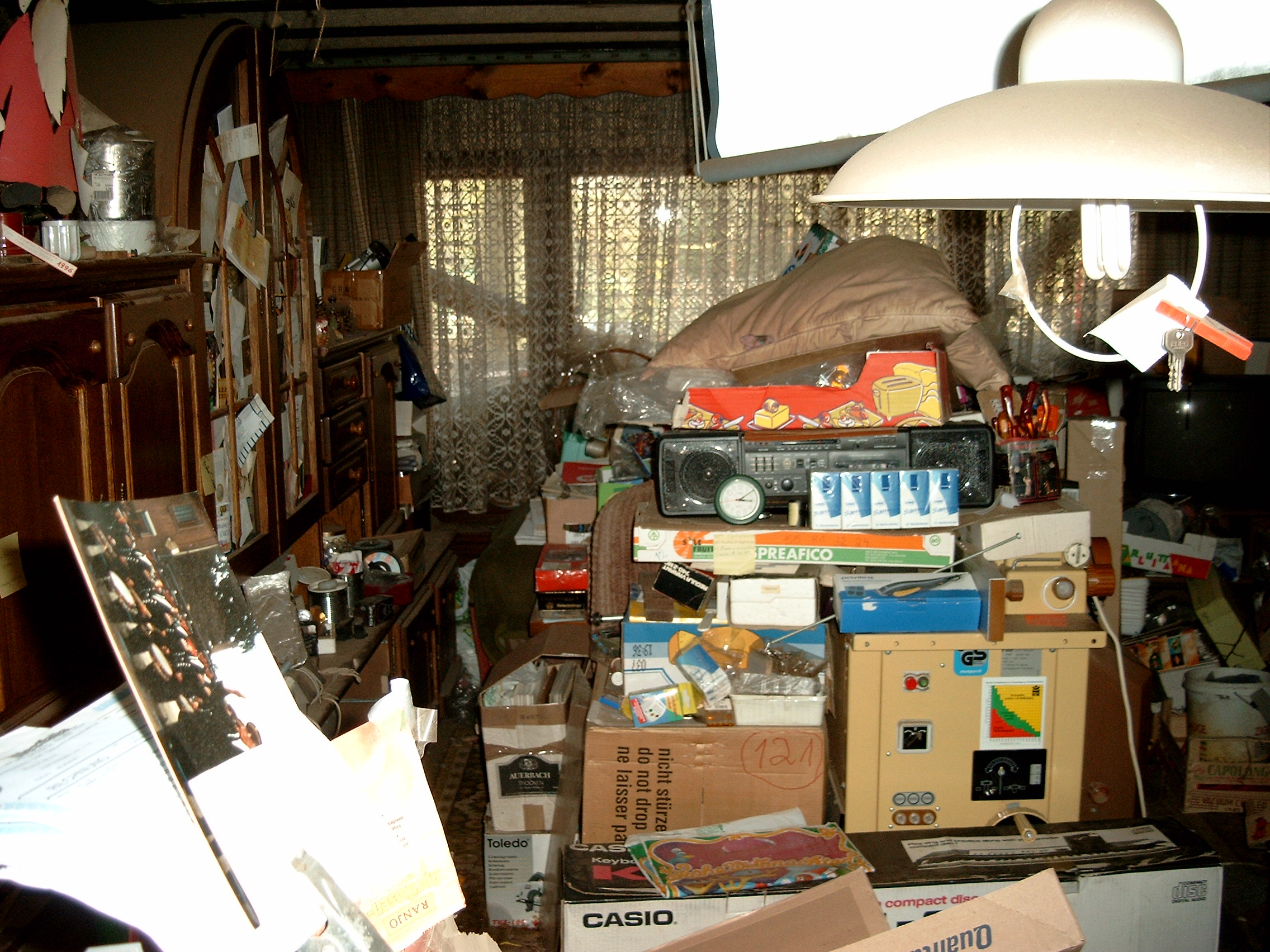
堆滿物品的室內

目前尚不清楚強迫性囤積症是否是一個孤立的病態，還是一種從其他病症影響而成的症狀，例如強迫症。

## 症狀

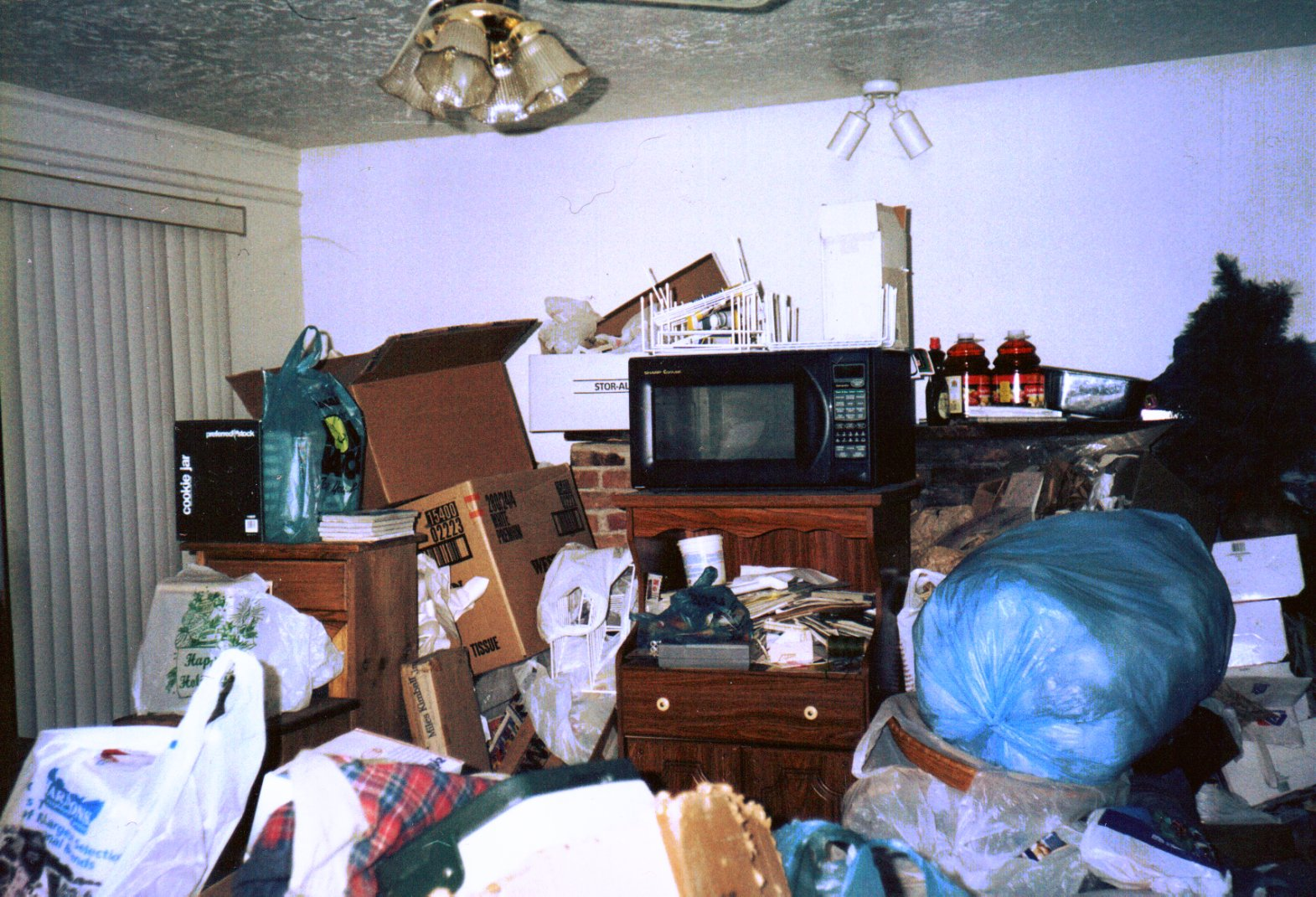
囤積病者的客廳

2013年出版的《精神疾病診斷與統計手冊》（The Diagnostic and Statistical Manual of Mental Disorders，簡稱DSM）第五版定義為精神科疾病，另根據 Frost and Hartl 1996年所提供以下對這個心理疾病的定義為：
- 患者有收集癖好，他們需要、大量收購或無法拋棄對別人看來價值不高或沒用的物件。
- 居住的環境因收集物的大量堆積以致妨礙到這些空間原本的功能，例如甚至需要用到餐桌、椅子、床、樓梯或浴盆來擺放物件，臥室或浴室用作儲物室。
- 由於囤積行為而有顯著的壓力及干擾或妨害到正常生活的運作。
- 不願意或無法歸還借來的東西，當借送界線模糊時，有時候甚至會演變為偷竊行為或竊盜癖。

強迫性囤積在其最壞的例子可能會造成火災、不衛生的環境（如老鼠橫行等等之現象）、因收集物摔倒受傷，甚至對自己和其他人健康和安全構成危險。
有些患者亦可能會錯誤地認為自己收集來的東西的價值，亦可能知道積累的物件是無用，或對物件有強烈個人的精神附屬感或寄托，則是患者明知物件是對其他人完全毫無價值的。
另有部分患者會將過期食物放保留下來，在某些情況下亦會強烈抗拒親友等人試圖清除掉他所囤積之物品。而在其他狀況下，患者仍會意識到電冰箱需要清潔，但由於被屋內其他地方的類似情況下導致他放棄清理的念頭，或因明白清除雜物的困難而導致放棄行動。

## 種類
囤積者中，有超過八成無法停止攫取物品，其中七成五的患者常買個不停，買的時候不會管自己錢夠不夠、家裡有沒有地方擺。
美國史密斯學院心理系教授藍迪佛羅斯特（Randy Frost）稱此行為是「購物療法」（retail therapy）。
在這類囤積症患者眼裡，購物是一種療法，透過買東西讓自己消除負面情緒、獲得心理滿足感。
除了此類「購物狂囤積者」，另有「拾荒型囤積者」，他們傾向撿個不停，不僅看到免費報紙、傳單、小贈品會忍不住多拿幾份，看到空瓶、空盒等堪用廢棄物，都會想辦法搬回家裡。

## 輔助治療方法
若身旁有「囤積者」，除了專業行為與藥物治療，也應從以下重點修正：
幫助囤積者維持專注，並提供必要情感支持，並且，不要替囤積者做命令式決定，也不要在囤積者面前「出一張嘴」，因為只靠囤積者慢慢清理，容易令患者洩氣而失去動力。
囤積者並該從學習「寬恕」出發，學習告別、割捨生命中過於沉重的負擔，為生命找回新空間的梳理秩序。

## 相关书籍
- Gail Steketee, Randy O. Frost. Treatment for Hoarding Disorder Workbook (Second Edition). Oxford, 2014. 此书对囤积症的评估和实际应对均给出了详尽的建议。
- Randy O. Frost（英语：Randy O. Frost）, Gail Steketee（英语：Gail Steketee）. Stuff: Compulsive Hoarding and the Meaning of Things. Houghton Mifflin Harcourt, 2010. 此书介绍了作者的案例研究对象，并剖析了对象的囤积症的心理原因。

### 引用
1. 1 2  .   [2016-07-07]. （原始内容存档于2016-07-08）.

## 外部連結
- 英國皇家精神科學院（页面存档备份，存于）（英文）
- 囤積症症狀（页面存档备份，存于）（英文）
- 關於囤積症的網頁（页面存档备份，存于）（英文）
- 囤積症症狀（英文）
- 十件你應該知道關於強迫性囤積症的事情（页面存档备份，存于）（英文）
- 英國皇家精神科學院對強迫症的理解（页面存档备份，存于）（英文）
- 對強迫症的理解（页面存档备份，存于）（英文）
- 強迫觀念和強迫行為（英文）
- 強迫症症狀（页面存档备份，存于）（英文）
- 關於強迫性囤積症的簡介Youtube短片（页面存档备份，存于）（英文）